# Бук (гміна)
Гміна Бук (пол. Gmina Buk) — місько-сільська гміна у північно-західній Польщі. Належить до Познанського повіту Великопольського воєводства.
Станом на 31 грудня 2011 у гміні проживало 12297 осіб.

## Територія
Згідно з даними за 2007 рік площа гміни становила 90.32 км², у тому числі:
- орні землі: 87.00%
- ліси: 4.00%

Таким чином, площа гміни становить 4.75% площі повіту.

## Населення
Станом на 31 грудня 2011:
| Опис     | Загалом | Загалом | Чоловіки | Чоловіки | Жінки | Жінки |
| -------- | ------- | ------- | -------- | -------- | ----- | ----- |
| одиниця  | осіб    | %       | осіб     | %        | осіб  | %     |
| все      | 12297   | 100     | 5960     | 48.47    | 6337  | 51.53 |
| міське   | 6221    | 100     | 2925     | 47.02    | 3296  | 52.98 |
| сільське | 6076    | 100     | 3035     | 49.95    | 3041  | 50.05 |

## Сусідні гміни
Гміна Бук межує з такими гмінами: Ґраново, Допево, Душники, Опалениця, Стеншев, Тарново-Подґурне.